# Carpații Occidentali Românești

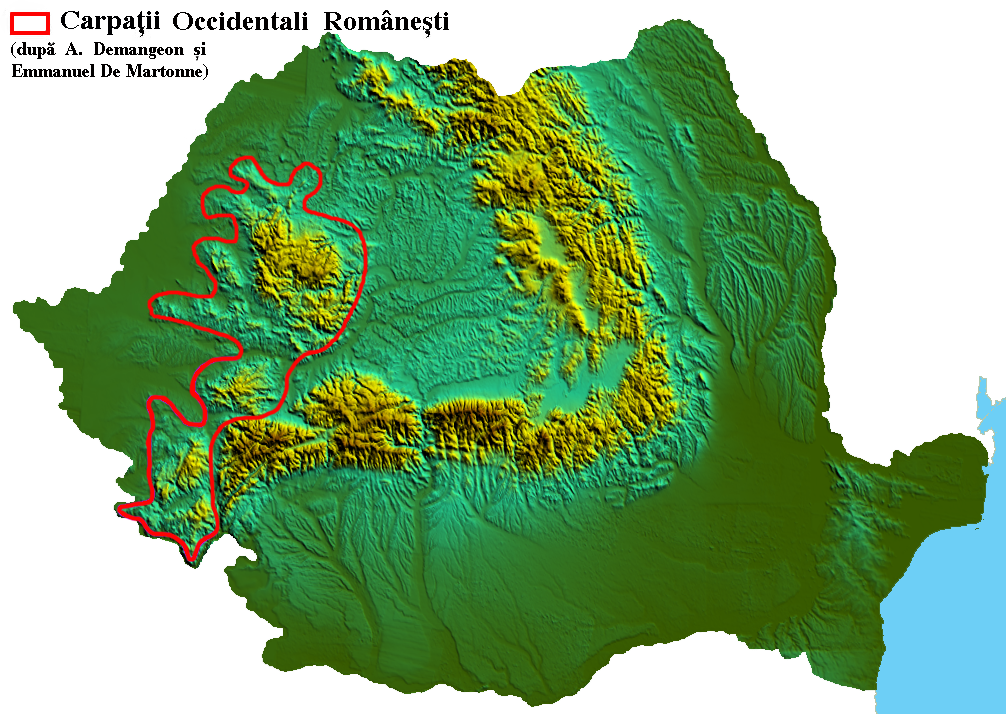
Harta prezintă accentuat în vestul României, grupul nordic al Carpaților Occidentali- Munții Apuseni, respectiv cel central - Munții Poiana Ruscă și cel sudic - Munții Banatului

Carpații Occidentali, alături de Carpații Orientali și Carpații Meridionali reprezintă una dintre cele trei grupe muntoase ale României.  Denumirea lor este dată referitor la poziția lor geografică (la vest, deci occidentali ca poziție) față de Depresiunea colinară a Transilvaniei, care reprezintă simultan și limita lor estică, respectiv față de Culoarul Timiș-Cerna pentru Munții Banatului (grupul sudic al Occidentalilor).
Carpații Occidentali se desfășoară între Dunăre, Barcău și Someș.  Au o altitudine maximă de 1849 m în Munții Bihor, Curcubăta Mare.  Discontinuitatea este una din caracteristicile de bază ale acestora.  Alcătuirea geografică este foarte variată, existând un adevărat „mozaic petrografic” (fliș, șisturi cristaline, calcare, roci eruptive, roci metamorfice).

## Caracteristici generale

### Grupe majore de munți
În Carpații Occidentali se disting trei grupe majore de munți: 
- Munții Apuseni la nord de Mureș
- Munții Poiana Ruscă, situați central, la sud de Mureș,
- Munții Banatului, în colțul sud-vestic al României și la sud de Timiș.

respectiv 18 sub-grupe montane în total.

### Petrografie
În Munții Apuseni se pot distinge Munții Bihorului alcătuiți din șisturi cristaline și calcare, respectiv Munții Metaliferi și Munții Vlădeasa din roci eruptive.  Relieful carstic este bine reprezentat în Munții Apuseni unde peșteri precum Urșilor, Scărișoara și Vântului reprezintă monumente ale naturii.
Grupul de mijloc al Carpaților Occidentali, Munții Poiana Ruscă, având altitudinea maximă la Vârful Padeș cu 1374 m, sunt alcătuiți din șisturi cristaline. 
În cadrul grupului sudic al Munților Banatului se pot diferenția Munții Semenic, Munții Almăjului, Munții Locvei și Munții Dognecei alcătuiți din șisturi cristaline, respectiv Munții Aninei alcătuiți din calcare.

### Depresiuni intramontane (de la sud la nord)
- Depresiunea Almăjului (Bozovici) pe valea râului Nera;
- Depresiunea Caraș-Ezeriș, pe valea râului Caraș;
- Depresiunea Zarandului, pe valea râului Crișul Alb;
- Depresiunea Beiuș, pe valea râului Crișul Negru;

### Pasuri și trecători
- Pasul Domașnea (sau Poarta Orientală), în Culoarul Timiș-Cerna;
- Pasul Poarta de Fier a Transilvaniei, în Culoarul Bistrei;
- Pasul Ciucea, pe Crișul Repede, între munții Vlădeasa și Plopiș;
- Defileul Mureșului;
- Culoarul Timiș-Cerna;
- Culoarul Bistrei.

### Chei
- Cheile Turzii
- Cheile Nerei
- Cheile Carașului
- Cheile Minișului